# Venus Optics
Venus Optics (Anhui ChangGeng Optics Technology Co., Ltd.) – chiński producent obiektywów do aparatów fotograficznych, specjalizujący się w innowacyjnych rozwiązaniach makro oraz szerokokątnych sygnowanych marką Laowa.
Firma została założona przez Dayonga Li w 2013 roku, jednak produkcję obiektywów rozpoczęła w 2015 roku, stając się konkurencją dla firm japońskich i niemieckich z o wiele dłuższą historią. Jako pierwszy produkt zaprezentowała obiektyw 60 mm F/2.8 Laowa 2X Ultra-Macro. Był to pierwszy obiektyw makro o współczynniku powiększenia 2:1.
Innymi innowacyjnymi rozwiązaniami firmy Venus Optics są: obiektyw szerokokątny makro 15mm z funkcją shift (najszerszy tego typu obiektyw na rynku) oraz tzw. "probe lens" (jest to obiektyw makro 24mm f/14 o powiększeniu 2:1) o charakterystycznej budowie przypominającej długi cienki teleskop.
Firma produkuje także obiektywy filmowe, tradycyjne jak i anamorficzne.

## Galeria

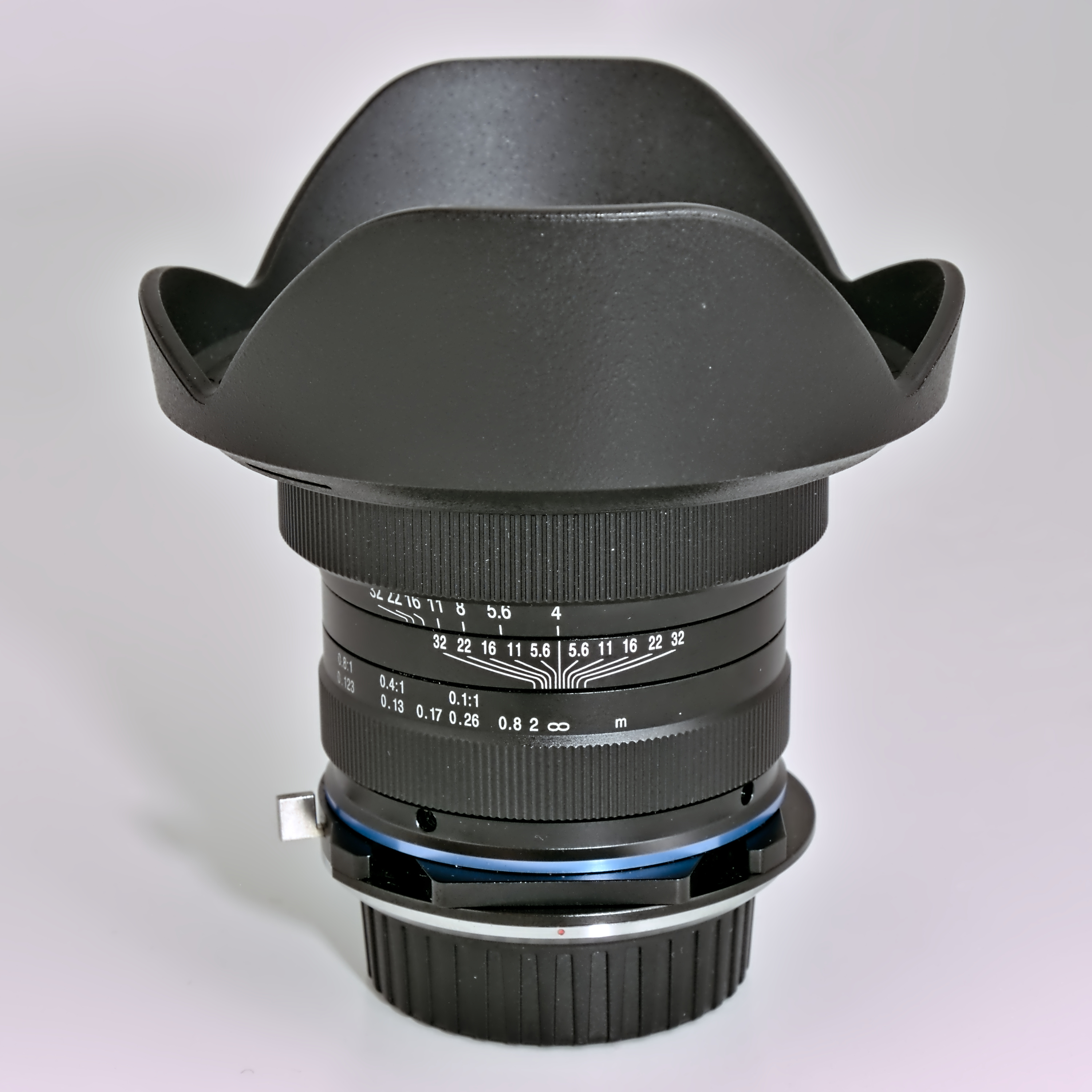
obiektyw macro 15mm f4 shift
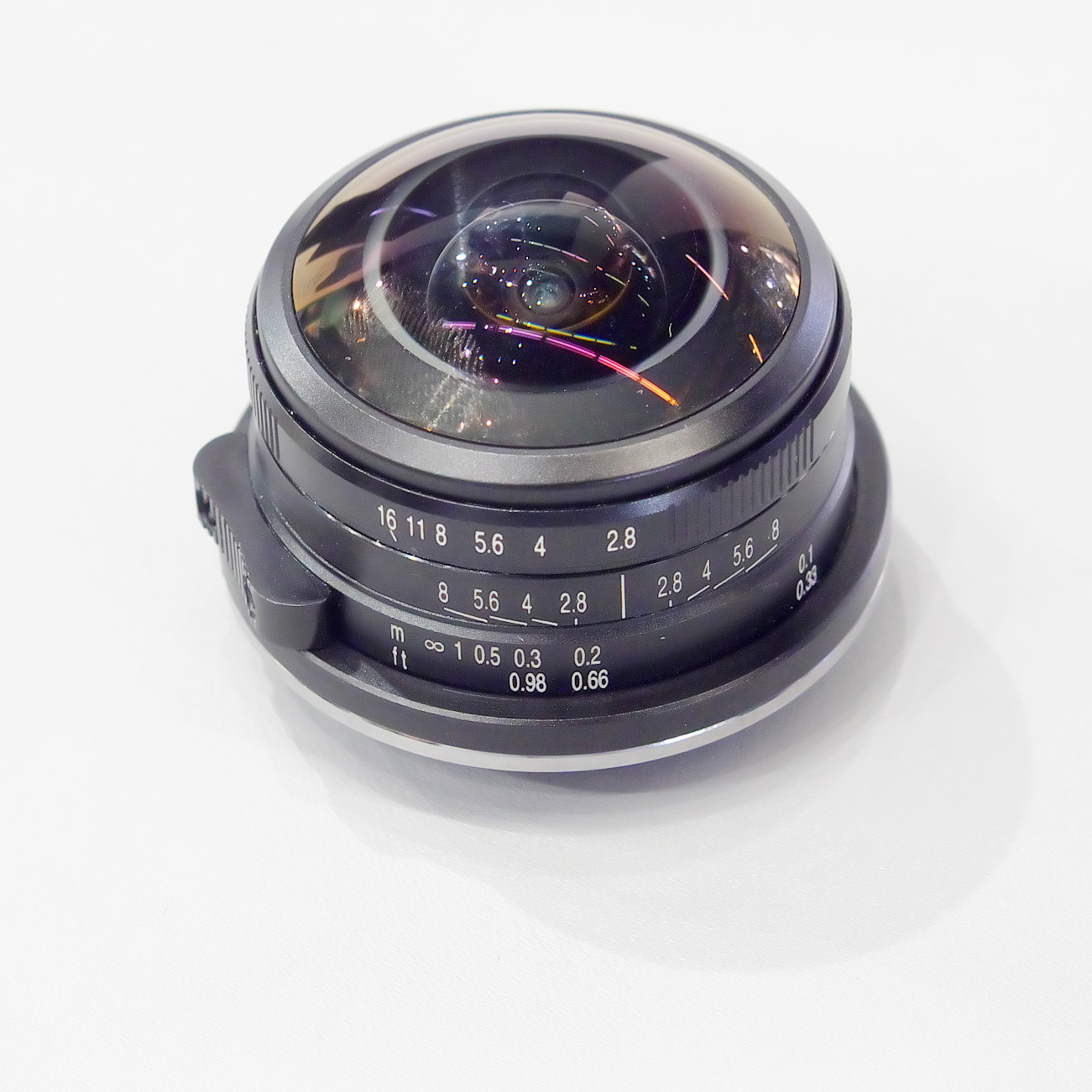
obiektyw 8mm typu rybie oko
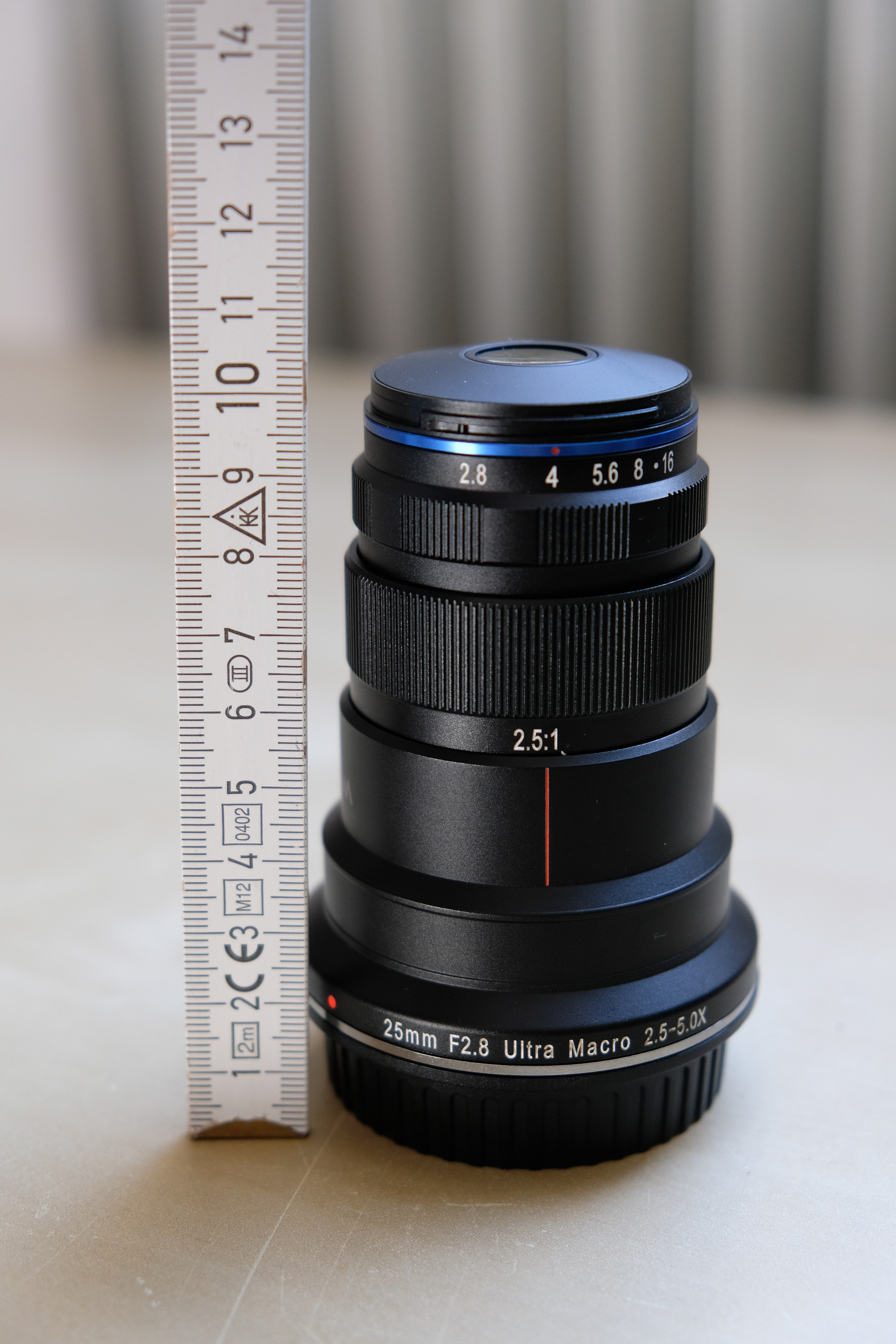
obiektyw 25mm ultra macro o współczynniku 2.5-5x